# The Paliser Case
The Paliser Case es una película muda estadounidense de misterio y drama de 1920 producida y distribuida por Goldwyn Pictures. Dirigida por William Parke, y protagonizada por Pauline Frederick, Albert Roscoe, y James Neil. La película actualmente se considera perdida.

## Trama
Como se describe en una revista de cine, Cassy Cara (Frederick), hija de un violinista portugués cuyo talento se ha visto oscurecido por un derrame cerebral después de un atraco, atrae la atención de Monty Paliser (Gamble), un hombre rico que, en su defecto. para ganarla por cualquier otro medio, se casa con ella. Tres días después de la boda, se entera de que la ceremonia no fue genuina y regresa a casa y le cuenta su historia a su padre. Esa noche, Paliser es asesinado mientras estaba en su palco en la ópera. Un joven al que Cassy ha amado, que estaba sentado en el palco contiguo, es acusado del asesinato y se construye una cadena de pruebas a su alrededor. Para protegerlo, Cassy confiesa el crimen. Entonces su padre le dice la verdad que él es culpable. La película termina con la muerte del padre y el reencuentro de Cassy y su joven.

## Reparto
- Pauline Frederick como Cassy Cara
- Albert Roscoe como Lennox
- James Neil como Cara
- Hazel Brennon como Margaret Austen (acreditada como Hazel Brennan)
- Kate Lester como la Sra. Austen
- Carrie Clark Ward como Tambourina
- Warburton Gamble como Monty Paliser
- Alec Francis como Paliser Sr.
- Eddie Sutherland como Jack Menzies
- Tom Ricketts como Major Archie Phipps
- Virginia Foltz como la Sra. Colquhuon

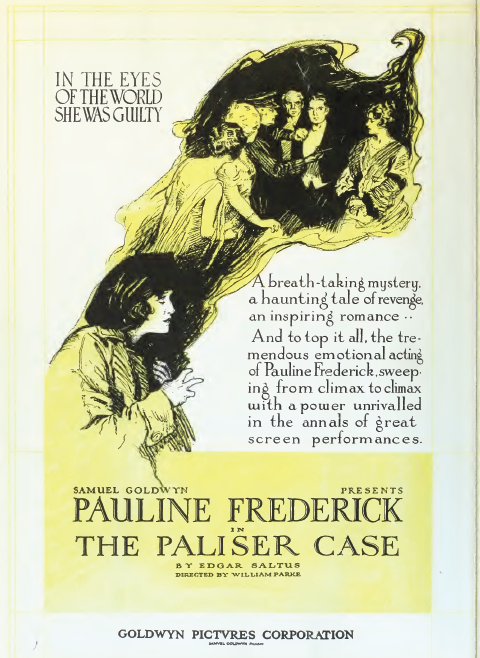
Anuncio de la película